# IC 4413
IC 4413 је галаксија у сазвјежђу Волар која се налази на листи објеката дубоког неба у Индекс каталогу.
Деклинација објекта је + 37° 31' 41" а ректасцензија 14h 22m 57,2s. Привидна величина (магнитуда) објекта IC 4413 износи 14,6 а фотографска магнитуда 15,6. IC 4413 је још познат и под ознакама MCG 6-32-15, NPM1G +37.0434, PGC 51375.